# Гигантская двуустка
Гигантская двуустка, или гигантская фасциола (лат. Fasciola gigantica) — вид плоских червей из класса трематод (Trematoda). Представители распространены в Африке и Азии (в том числе — на Дальнем Востоке России). Особи партеногенетического поколения развиваются в пресноводных брюхоногих моллюсках из семейства прудовиков (Lymnaeidae). Как правило, в качестве окончательных хозяев для гигантских двуусток выступают парнокопытные: коровы, буйволы, овцы и козы. Паразитирующие в них особи гермафродитного поколения обладают листовидной формой и в длину достигают 30—75 мм. Как и близкородственные печёночные двуустки (Fasciola hepatica), гигантские двуустки способны заражать человека, вызывая фасциолёз.